# Saljut

Saljuts logotyp

Saljut (ryska: Салют, engelska: Salyut, svenska: fyrverkeri), var namnet på en serie sovjetiska rymdstationer placerade i omloppsbana kring jorden. Första stationen sköts upp den 19 april 1971 och den sista brann upp i jordens atmosfär, den 7 februari 1991. Av de nio stationer som skickades upp kom sex att vara bemannade under olika lång tid. Alla bemannade flygningar till och från stationer skedde med Sojuz-skepp.

## Saljut 1
Huvudartikel: Saljut 1
Saljut 1 (DOS 1) sköts upp 19 april 1971. Det var den första rymdstation som kom i omloppsbana runt Jorden. Dess första besättning var tänkt att anlända med Sojuz 10, men på grund av problem vid dockningen kunde besättningen inte komma ombord på rymdstationen. Den första besättning som lyckades ta sig ombord kom istället med Sojuz 11 och stannade i 23 dagar. Emellertid avled hela besättningen vid återinträdet i atmosfären sedan ett fel hade uppstått på deras rymdkapsel den 11 oktober 1971. Även Saljut 1 återinträdde i atmosfären samma dag.

## DOS-2
DOS-2 sköts upp den 29 juli 1972. Stationens design var ungefär som Saljut 1. Det andra steget på den Protonraket som sköt upp stationen fungerade inte till 100 %. Detta ledde till att stationen inte kom in rätt omloppsbana. Stationen brann upp över Stilla Havet.

## Saljut 2
Huvudartikel: Saljut 2
Saljut 2 sköts upp 3 april 1973. Den tillhörde egentligen inte samma program som de övriga Saljutstationerna, den var istället en prototyp till en militär rymdstation, kallad Almaz. Den kallades Saljut 2 för att dölja dess verkliga syfte. Efter en lyckad uppskjutning började den ännu obemannade farkosten tappa tryck. Man tror att detta berodde på att ett steg till den Protonraket som använts vid uppskjutningen exploderade i närheten av rymdstationen och orsakade ett litet hål. 28 maj 1973 gick Saljut 2 ur omloppsbana.

## Kosmos 557
Huvudartikel: Kosmos 557
Kosmos 557 sköts upp 4 april 1973. Stationen kom inte in i rätt omloppsbana och återinträdde i jordens atmosfär den 28 maj 1973.

## Saljut 3
Huvudartikel: Saljut 3
Saljut 3 sköts upp 25 juni 1974. Även detta var en militär Almaz-rymdstation. Denna station fungerade bättre än den föregående. Man testade diverse funktioner och ombord fanns även en kanon som man provade med gott resultat. Kosmonauter har senare bekräftat att man lyckades skjuta sönder en satellit som var tänkt att användas som måltavla. Dagen efter detta test lät man stationen brinna upp i atmosfären. Endast en av de tilltänkta tre besättningarna lyckades ta sig ombord på Saljut 3, denna kom med Sojuz 14. 24 maj 1975 togs rymdstationen ur tjänst och förintades i atmosfären. Trots allt var Saljut 3 en framgång.

## Saljut 4
Huvudartikel: Saljut 4

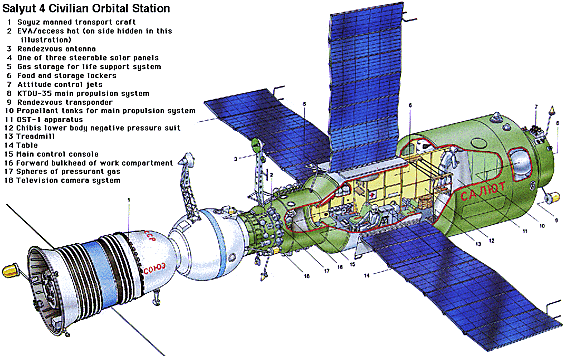
Saljut 4

Saljut 4 (DOS 4) sköts upp 26 december 1974. Till skillnad från sina föregångare drabbades Saljut 4 inte av några större problem. Tre besättningar levde ombord på stationen (Sojuz 17, Sojuz 18 och Sojuz 21), varav en stannade under 63 dagar. Dessutom hölls en obemannad Sojuz-kapsel dockad med stationen under tre månader, för att testa om det skulle fungera att ha farkosterna dockade till varandra under en längre tid. 3 februari 1977 gick Saljut 4 ur sin omloppsbana.

## Saljut 5
Huvudartikel: Saljut 5
Saljut 5 sköts upp 22 juni 1976. Detta var en militär Almaz-station. Både uppskjutningen och de därpå följande uppdragen genomfördes framgångsrikt av besättningarna på Sojuz 21 och 24. Den tredje besättningen, som skulle ankommit med Sojuz 23, kunde inte docka och fick avbryta sitt uppdrag. 5 augusti 1977 återinträdde Saljut 5. Den återinträdde 8 augusti 1977. Efter denna rymdstation ansåg den sovjetiska militären att det inte var värt att satsa på denna typ av verksamhet och man avslutade programmet.

## Saljut 6
Huvudartikel: Saljut 6
Saljut 6 sköts upp 29 september 1977. Trots att den liknade de föregående rymdstationerna hade den genomgått ett antal viktiga förändringar. Bland annat den fått en andra dockningsport där en obemannad rymdfarkost kunde docka för att tanka stationen. Mellan 1977 och 1982 hade Saljut 6 besök av fem besättningar som stannade länge och elva som stannade en kortare tid. Den besättning som stannade längst var där i 185 dagar. Den fjärde besättningen monterade upp ett radioteleskop som var tio meter i omkrets. Den 29 juli 1982 gick Saljut 6 ur omloppsbanan.

## Saljut 7
Huvudartikel: Saljut 7
Saljut 7 sköts upp 19 april 1982. Den var i stort sett identisk med Saljut 6 men hade fått ytterligare utrustning. Den kretsade runt Jorden under fyra år och två månader, då tio besättningar bemannade. Förutom många andra experiment och observationer testade man även att docka större moduler med stationen. De erfarenheter man fick var tänkta att användas då man konstruerade Mir. Saljut 7 brann upp i atmosfären efter ytterligare 5 år utan besättning 7 februari 1991.

## Datatabell
| Rymd- station | Uppskjutning (UTC)         | Återinträdde    | I omloppsbana (dagar) | Bemannad (dagar) | Total besökare | Besökande rymdfarkoster | Besökande rymdfarkoster | Vikt (kg) |
| Rymd- station | Uppskjutning (UTC)         | Återinträdde    | I omloppsbana (dagar) | Bemannad (dagar) | Total besökare | Bemannade               | Obemannade              | Vikt (kg) |
| ------------- | -------------------------- | --------------- | --------------------- | ---------------- | -------------- | ----------------------- | ----------------------- | --------- |
| Saljut 1      | 19 april 1971 01:40:00     | 11 oktober 1971 | 175                   | 24               | 3              | 2                       | 0                       | 18 425    |
| DOS-2         | 29 juli 1972               | 29 juli 1972    | 0                     | 0                | 0              | 0                       | 0                       | ?         |
| Saljut 2      | 4 april 1973 09:00:00      | 28 maj 1973     | 54                    | 0                | 0              | 0                       | 0                       | 18 500    |
| Kosmos 557    | 11 maj 1973 00:20:00       | 22 maj 1973     | 11                    | 0                | 0              | 0                       | 0                       | 19 400    |
| Saljut 3      | 25 juni 1974 22:38:00      | 24 januari 1975 | 213                   | 15               | 2              | 1                       | 0                       | 18 500    |
| Saljut 4      | 26 december 1974 04:15:00  | 3 februari 1977 | 770                   | 92               | 4              | 2                       | 1                       | 18 500    |
| Saljut 5      | 22 juni 1976 18:04:00      | 8 augusti 1977  | 412                   | 67               | 4              | 2                       | 0                       | 19 000    |
| Saljut 6      | 29 september 1977 06:50:00 | 29 juli 1982    | 1 764                 | 683              | 33             | 16                      | 14                      | 19 000    |
| Saljut 7      | 19 april 1982 19:45:00     | 7 februari 1991 | 3 216                 | 816              | 26             | 12                      | 15                      | 19 000    |